# 水上攻撃機
水上攻撃機（すいじょうこうげきき）は、水上機の一種であり、水上戦闘機と同様に水上を滑走して飛行する攻撃機。水上戦闘機の戦闘能力を攻撃機の能力に改変した、と捉えるべきであろう。4発の水上攻撃機が存在する。世界各国に存在したが（たとえばイギリスのショート 184など）、現在はいない。旧日本海軍の所持した水上攻撃機は、横廠式試作双発水上機と晴嵐のみである。